# Linux國際專業協會
Linux國際專業協會 (Linux Professional Institute，簡稱LPI)，為國際性的非牟利機構，向達到指定標準的Linux系統管理員及程序員提供專業認証。

## 特點
LPI設有Basic（基礎，Level 1）、Advanced（進階，Level 2）和 Expert（專業，Level 3）3種不同等級的認證，每個級別均有2份試卷。現時LPI考試一律經由VUE報名，以電腦測試為基礎。每試卷測試費用為170美元。LPI除了得到業界的廣泛支持，更在2003年獲得香港特別行政區政府PC BULK TENDER中的服務供應商所持之認可技術資格。

## 外部連結
- LPI官方網站 （页面存档备份，存于）（英文）